# Jaderná elektrárna Kaiga
Jaderná elektrárna Kaiga (anglicky Kaiga nuclear power plant) je provozní jaderná elektrárna v jihozápadní Indii. u řeky Kaiga ve státě Karnátaka. Čtyři provozní reaktory elektrárny produkují v součtu 880 MW hrubých. Elektrárna je v provozu od března roku 2000 a je provozována společností Nuclear Power Corporation of India.

## Historie a technické informace

### Výstavba
Výstavba prvního bloku započala 1. září roku 1989 a druhého 1. prosince 1989. Třetího 30. března 2002 a čtvrtého 10. května 2002.

### Uvedení do provozu
Jako první byl kvůli stavební nehodě do provozu uveden druhý blok. Druhý blok dosáhl kritického stavu dne 24. září 1999. Do sítě byl připojen dne 2. prosince 1999 a komerční provoz nastal 16. března 2000. První blok dosáhl kritického stavu dne 26. září 2000. Do sítě byl přifázován 12. října 2000 a komerční provoz byl zahájen 16. listopadu 2000.
Třetí blok byl dokončen v roce 2007. Kritický stav a štěpná reakce nastaly dne 26. února 2007. K síti byl blok přifázován 11. dubna 2007 a komerční provoz byl oficiálně zahájen 6. května 2007. Poslední čtvrtý blok se kritického stavu dočkal 27. listopadu 2010, do rozvodné sítě byl připojen 19. ledna 2011 a začátek komerčního provozu nastal 20. ledna 2011.
Jaderná elektrárna Kaiga disponuje čtyřmi indickými jadernými těžkovodními reaktory IPHWR-220, každý s hrubým elektrickým výkonem 220 MW.
V prosinci 2018 získala elektrárna vyznamenání za vytvoření světového rekordu nepřetržitého provozu. K 10. prosinci 2018 první energetická jednotka, která byla po odstávce synchronizována se sítí 13. května 2016, fungovala 962 dní. Předchozí rekord nepřetržitého provozu držel 8. blok Heysham II, který fungoval od 18. února 2014 do 15. září 2016 rekordních 940 dní.

### Rozšíření
Původně v 90. letech bylo plánováno postavit ještě jednu dvojici identických reaktorů s výkonem 220 MW, ale nakonec bylo rozhodnuto o výstavbě dvou IPHWR-700 o hrubém elektrickém výkonu 700 MW.

## Informace o reaktorech
| Reaktor | Typ reaktoru | Výkon  | Výkon  | Zahájení výstavby | Připojení k síti | Uvedení do provozu | Uzavření |
| Reaktor | Typ reaktoru | Čistý  | Hrubý  | Zahájení výstavby | Připojení k síti | Uvedení do provozu | Uzavření |
| ------- | ------------ | ------ | ------ | ----------------- | ---------------- | ------------------ | -------- |
| Kaiga-1 | IPHWR-220    | 202 MW | 220 MW | 1. 9. 1989        | 12. 10. 2000     | 16. 11. 2000       |          |
| Kaiga-2 | IPHWR-220    | 202 MW | 220 MW | 1. 12. 1989       | 2. 12. 1999      | 16. 3. 2000        |          |
| Kaiga-3 | IPHWR-220    | 202 MW | 220 MW | 30. 3. 2002       | 11. 4. 2007      | 6. 5. 2007         |          |
| Kaiga-4 | IPHWR-220    | 202 MW | 220 MW | 10. 5. 2002       | 19. 1. 2011      | 20. 1. 2011        |          |
| Kaiga-5 | PHWR-700     |        | 700 MW | Plánováno         |                  |                    |          |
| Kaiga-6 | PHWR-700     |        | 700 MW | Plánováno         |                  |                    |          |